# Abarkuh
Abarkuh (em persa: ابركوه, também romanizada como Abarkūh e Abar Kūh; também conhecida como Abarghoo, Abarkū, Abar Qū e Abarqūh) é uma cidade e capital do condado de Abarkuh, na província de Yazda, Irã. Segundo o censo de 2006, sua população era de 20 994 habitantes, em 5 880 famílias.
Abarkuh está localizada a uma altitude de 1510 metros (4954 pés). Aqui se encontra uma antiga árvore de cipreste, a Sarv-e-Abarqu.

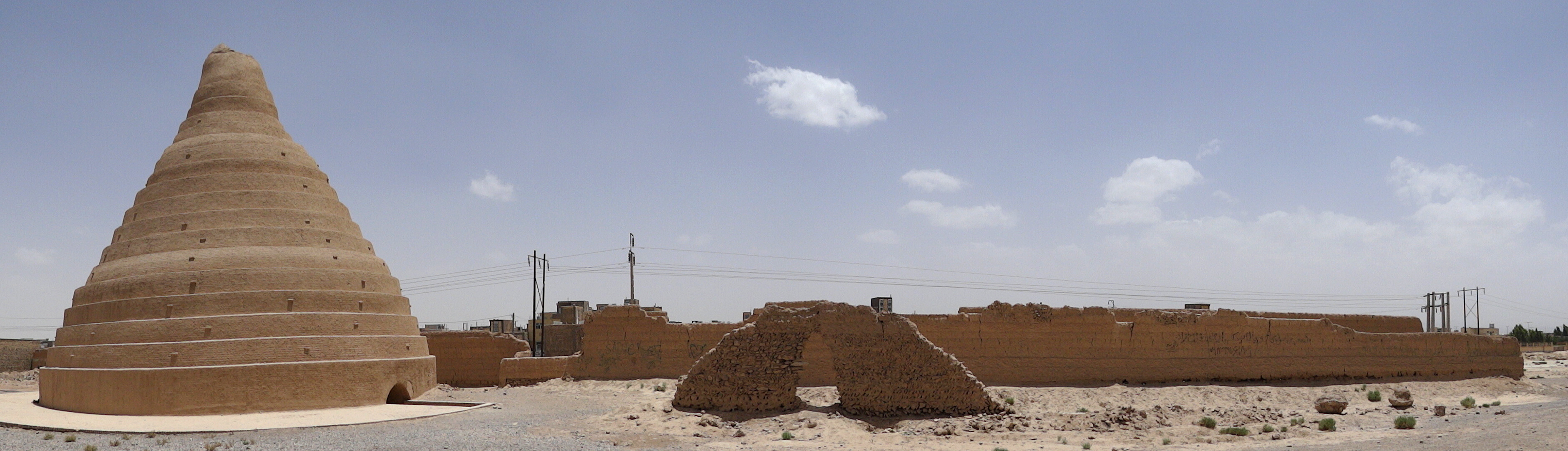
Depósito de gelo em Abarkuh